# 崑崙地震
崑崙地震（こんろんじしん）は2001年11月14日協定世界時9時26分（現地時間17時26分）に発生した地震。
遠く隔たった山岳地帯の青海省と新疆ウイグル自治区の間の境界線に隣接するフフシル近くに震央がありフフシル地震としても知られる。マグニチュード7.8Mwで50年間で中華人民共和国最大の地震であった。死傷者は報告されず、恐らく人口密度が非常に低く高層の建物が少ないためであろう。この地震はこれまでに地上で記録された~450kmという最長の地表の破裂に関連がある。

## 地殻変動
崑崙断層はユーラシアプレートに関係するチベット高原の東側の移動に適合する主要な左側の断層構造の一つである。この移動はインドプレートとユーラシアプレートの間の衝突に関連する不明瞭な地殻地帯の横向きの拡大による。

## 地震

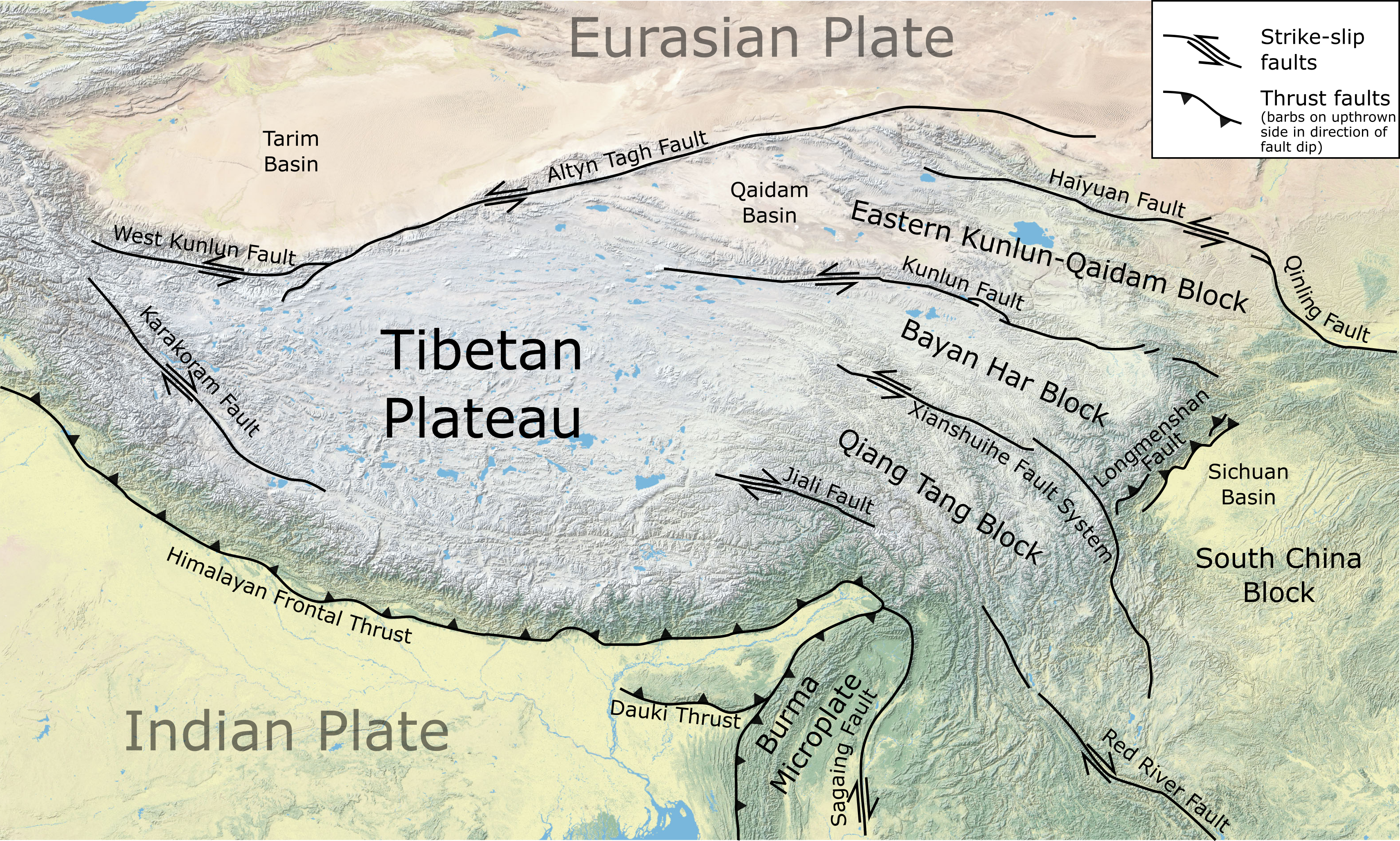
崑崙断層の位置を示すチベット高原周辺の主要な断層地帯

地震の破裂は、ブカダバン峰地域の崑崙断層の西端の関連する断層部分で始まった。破裂は崑崙断層の主要部から周辺部を通じて東に広まった。主な破裂から60kmに亘って観測される重要な断層と共に地震と同程度に変形した地域は（地震の間に起きた）、非常に広範囲に亘っている。この変形は2か所で（主な断層から約20kmと60km）起きている。地震前の特徴と地形学的特徴は、この地震が引き金になった変位が既に存在する断層で起きたことを示している。地震と同程度の地表の破裂は、それまでに観測された地震と同程度の地表の破裂の最大地域となる400kmに拡大した。
伝播速度の分析では破裂が元々の階層沿いに標準的な速度で伝わったが、拡張後はS波の速度は増し、伝播が止まるまでその速度を維持したことを示している。この地震は崑崙地震を超せん断地震の記録された最高の例にしている。非常に広大な地震に匹敵する変形地域がスーパーシア破裂伝播の直接的な結果であることが示唆されている。

## 損害
離れた地域である為に殆どの損害報告は震央から数百キロ離れた地域から届いた。最も近い人口集中地ゴルムド市は、深刻な振動があったが壊れた建物はなかったと報告した。青蔵鉄道（青海省・チベット自治区鉄道）と青海省・チベット自治区高速道路の建設現場で損害があったとの報告が一部あった。

## 参照
1. 1 2  Li Li; Chen Yong (2002). “Preliminary report on the Ms 8.1 Kokoxili (Qinghai, China) earthquake of 14 November 2001”. Episodes 25 (2):  95–99. doi:10.18814/epiiugs/2002/v25i2/005.
2. ↑  Klinger,Y.; Xu,X.; Tapponnier,P.; Van der Woerd,J.; Lasserre,C.; Geoffrey King,G. (2005). “High-Resolution Satellite Imagery Mapping of the Surface Rupture and Slip Distribution of the Mw _7.8, 14 November 2001 Kokoxili Earthquake, Kunlun Fault, Northern Tibet, China”. Bulletin of the Seismological Society of America 95 (5):  1970–1987. Bibcode: 2005BuSSA..95.1970K. doi:10.1785/0120040233.
3. 1 2  Van Der Woerd J.; Meriaux, A.S.; Klinger, Y.; Ryerson, F.J.; Gaudemer, Y.; Tapponnier, P. (2002). “The 14 November 2001, Mw 7.8 Kokoxili earthquake in northern Tibet (Qinghai Province, China)”. Seismological Research Letters 73 (2):  125–135. doi:10.1785/gssrl.73.2.125.
4. ↑  Liu, J. G.; Haselwimmer, C. E. (2006). “Co‐seismic ruptures found up to 60 km south of the Kunlun fault after 14 November 2001, Ms 8.1, Kokoxili earthquake using Landsat‐7 ETM+ imagery”. International Journal of Remote Sensing 27 (20):  4461–4470. doi:10.1080/01431160600784283.
5. ↑  Fu B.; Lin A. (2003). “Spatial distribution of the surface rupture zone associated with the 2001 Ms 8.1 Central Kunlun earthquake, northern Tibet, revealed by satellite remote sensing data”. International Journal of Remote Sensing 24 (10):  2191–2198. Bibcode: 2003IJRS...24.2191F. doi:10.1080/0143116031000075918.
6. ↑  Bouchon,M.; Vallee,M. (2003). “Observation of Long Supershear Rupture During the Magnitude 8.1 Kunlunshan Earthquake”. Science 301 (5634):  824–6. Bibcode: 2003Sci...301..824B. doi:10.1126/science.1086832. PMID 12907799.
7. ↑  Bouchon, Michel; Karabulut,H., Hayrullah (6 June 2008). “The Aftershock Signature of Supershear Earthquakes”. Science 320 (5881):  1323–1325. Bibcode: 2008Sci...320.1323B. doi:10.1126/science.1155030. PMID 18535239.